# 1270-ті до н. е.

## Події
- 1274 до н.е. - Битва при Кадеші.

## Правителі
- фараони Єгипту Сеті І та Рамсес II;
- царі Ассирії Ададнерарі І та Салмансар I;
- царі Вавилонії Кадашман-Тургу та Кадашман-Елліль II;
- царі Еламу Хумбан-Нумена І та Унташ-Напіріша;
- царі Хатті Мутаваллі II та Мурсілі III;
- царі Міттані Васашата та Шаттуара II.